# Children's Suite
Children’s Suite after Walter de la Mare is een compositie van de Britse componist George Dyson. Het werk is geschreven voor klein orkest.
De eerste uitvoering van de compositie (1924) bevatte nog maar 2 delen van het uiteindelijke werk; Dyson zelf gaf de première van het totale werk tijdens de Proms van 1925. Ten tijde van de première heette de compositie nog Won’t you look out of your window, naar een regel van Walter de la Mare in een van zijn gedichten. De compositie werd goed ontvangen, want de stijl waarin het geschreven is paste nog wel in het tijdsbeeld van de jaren twintig. Het is haast lichte muziek en lijkt speciaal voor kinderen geschreven te zijn, wat niet het geval is. The Sunday Times schreef zelfs dat het het beste premièrestuk van dat jaar was. Dat heeft niet kunnen verhinderen dat het in de vergetelheid raakte. In 1948 bewerkte Dyson zijn eigen werk en kreeg het zijn definitieve vorm en naam Children’s Suite. Het dook pas weer op tijdens een kleine revival van Dysons muziek eind jaren 80 en de jaren 90 van de 20e eeuw.

## Delen
1. Leggiero
2. Pastoral: Tranquillo
3. March: Alla marcia
4. Whirligig: Di ballo

## Bron en discografie
- Uitgave Chandos: City of London Sinfonia o.l.v. Richard Hickox
- Dit artikel of een eerdere versie ervan is een (gedeeltelijke) vertaling van het artikel Walter de la Mare op de Engelstalige Wikipedia, dat onder de licentie Creative Commons Naamsvermelding/Gelijk delen valt. Zie de bewerkingsgeschiedenis aldaar.